# Циминка

Циминка — река в России, протекает в Кольчугинском районе Владимирской области. Исток находится западнее села Новобусино, течёт на юго-восток через деревни Петрушево и Топорищево. Устье реки находится в 64 км по левому берегу реки Ворша, ниже деревни Снегирёво. Длина реки составляет 7,6 км.

## Данные водного реестра
По данным государственного водного реестра России относится к Окскому бассейновому округу, водохозяйственный участок реки — Клязьма от города Орехово-Зуево до города Владимир, речной подбассейн реки — бассейны притоков Оки от Мокши до впадения в Волгу. Речной бассейн реки — Ока.
По данным геоинформационной системы водохозяйственного районирования территории РФ, подготовленной Федеральным агентством водных ресурсов:
- Код водного объекта в государственном водном реестре — 09010300712110000032068
- Код по гидрологической изученности (ГИ) — 110003206
- Код бассейна — 09.01.03.007
- Номер тома по ГИ — 10
- Выпуск по ГИ — 0